# Hepatitis C
Hepatitis C vrsta je upalne bolesti jetre koju uzrokuje virus, hepatitisa C (engl. kratica HCV).
Hepatitis C često nema simptoma, no kronična infekcija može dovesti do oštećenja jetrenoga tkiva, a nakon više godina i do ciroze. U nekim slučajevima kod oboljelih od ciroze dolazi do dodatnih komplikacija kao otkazivanja funkcije jetre ili karcinoma jetre, varikoziteta vena jednjaka i želudca, što može dovesti do smrti od iskrvarenja.
Hepatitis C prvenstveno se dobiva putem zaražene krvi kao npr. intravenskom uporabom droga, nesterilnom medicinskom opremom te transfuzijom krvi. Procjenjuje se da je hepatitisom C diljem svijeta zaraženo 130–170 milijuna ljudi. Znanstvenici su se proučavanjem HCV-a počeli baviti 70-ih godina prošloga stoljeća, a njegovo su postojanje dokazali 1989. godine. Nije poznato da taj virus izaziva oboljenje drugih živih bića.
Standardni su lijekovi za liječenje zaraze HCV-om pegilirani interferon i ribavirin. Terapijom se postiže izlječenje kod 50-80 % ljudi. Kod oboljelih s komplikacijom ciroze ili raka jetre može se primijeniti transplantacija jetre kao način terapije, no bolest se obično ponovno javlja i nakon transplantacije. Protiv hepatitisa C ne postoji cjepivo.
Pored hepatitis C virusa (HCV), postoje i drugi virusi koji mogu izazvati hepatitise, pa razlikujemo hepatitis A, hepatitis B, hepatitis D, hepatitis E i hepatitis G. Svi se ovi hepatitisi razlikuju po putovima prijenosa, dužini inkubacije, težini bolesti, mogućnosti prelaska u kroničnu upalu tj. kronični hepatitis i razvoju teških komplikacija kao što su ciroza jetre i karcinom jetre. Među svim nabrojanim hepatitisima, upravo hepatitis C najčešće prelazi u kronični oblik s mogućnošću razvoja ciroze i karcinoma jetre.

## Epidemiologija
Hepatitisom C zaraženo je 150 do 200 milijuna ljudi u cijelom svijetu i danas je vodeći uzrok transplantacija jetre, te je čest uzrok raka jetre. U pojedinim zemljama komorbidna zaraza HCV i HIV bolesti je česta, dok je HIV bolest za sada u Hrvatskoj sporadična.
Za Hrvatsku je procjena da je oko 1,7 % populacije zaraženo HCV virusom, što čini više od 75 000 ljudi.
Glavni put prijenosa hepatitisa C je putem zaražene krvi. Do uvođenja obveznog testiranja dobrovoljnih davatelja krvi (u Hrvatskoj je to od 1993.), transfuzije krvi i krvnih derivata su bile glavni put prijenosa hepatitisa C koji se tada i nazivao "posttransfuzijski hepatitis". Danas je osnovni put prijenosa intravensko korištenje droga, korištenjem zajedničkih šprica i igala. Mogući put prijenosa je i korištenjem inficiranog pribora prilikom tetovaža ili piercinga. Pored ovih češćih načina prijenosa, HCV se rjeđe može prenijeti i spolnim odnosom te tijekom poroda sa zaražene majke na dijete (tzv. perinatalni put). U oko čak 30 % inficiranih ne može se sa sigurnošću utvrditi put prijenosa.

## Znakovi i simptomi

### Akutni hepatitis C
Hepatitis C izaziva akutne simptome u svega 15 % slučajeva. Simptomi su češće blagi i slabi, uključujući smanjenje apetita, umor, mučninu, bol u mišićima ili zglobovima te gubitak tjelesne težine. U rijetkim slučajevima akutne infekcije dolazi do pojave žutice. Infekcija se bez liječenja rješava kod 10-50 % ljudi, a kod ženskih osoba mlađe dobi vjerojatnost spontanog izliječenja je češća nego kod opće populacije.
Inkubacija tj. period od ulaska virusa do pojave znakova bolesti, za hepatitis C iznosi prosječno oko 6 tjedana. U samo 25-30 % inficiranih HCV-om javljaju se simptomi bolesti. Oni su vrlo nespecifični i po njima se ne može zaključiti da se radi o upali jetre. U mnogim slučajevima osobe zaražene virusom hepatitisa C ne osjećaju se bolesnim, dok se druge osobe mogu osjećati kao da imaju slabiju gripu koja ne zahtjeva liječenje.
Zbog netipičnih znakova bolesti (umor, bolnost u gornjem dijelu trbuha, posebice s desne strane, mučnine, povraćanje, gubitak apetita, ponekad povišena tjelesna temperatura, bolovi u zglobovima) najveći broj oboljelih se otkrije posve slučajno, tijekom sistematskih pregleda, regrutacije, obrade nekih drugih bolesti i sličnog i to uglavnom u fazi kroničnog hepatitisa.
Mokraća nekih osoba može postati tamna, bjeloočnice i koža mogu postati žuti (žutica). Simptomi hepatitisa mogu nestati nakon nekoliko tjedana, ali to ne treba značiti da je i zaraza također nestala. Upala jetre može se ustanoviti analizom krvi, mjereći dva jetrena enzima (ALT i AST). Povećanje broja ovih enzima pokazuje određenu fazu oštećenja jetre. Slučajevi akutnog hepatitisa C se vrlo rijetko otkrivaju.

### Kronična infekcija
Kada upala jetre traje duže od šest mjeseci, bolest se naziva kroničnim hepatitisom C. Osamdeset posto ljudi izloženih virusu razvija kroničnu infekciju. Kod većine se tijekom prvih desetljeća trajanja infekcije pojavljuju tek minimalni ili nikakvi simptomi, premda kronični hepatitis C može biti praćen umorom.  Kod dugogodišnjih je bolesnika hepatitis C primarni uzrok ciroze i karcinoma jetre. Od ciroze obolijeva 10 % do 30 % ljudi koji su zaraženi dulje od 30 godina i češća je kod ljudi zaraženih i hepatitisom B ili HIV-om, alkoholičara te muškaraca. Oboljeli od ciroze imaju dvadeset puta veći rizik razvoja karcinoma jetre, a stopa iznosi 1-3 % na godinu. Kod alkoholičara taj je rizik 100 puta veći. Hepatitis C uzrokuje cirozu jetre u 27 % slučajeva, a rak jetre u 25 % slučajeva.
Ciroza jetre može dovesti do povišenja krvnoga tlaka u venama koje vode prema jetri, ascitesa, modrica ili krvarenja, varikoziteta vena, posebice u želudcu i jednjaku, žutice te oštećenja mozga ulijed hepatalne encefalopatije.

### Djelovanje na druge organe
Hepatitis C se u rjeđim slučajevima povezuje sa Sjögrenovim sindromom (autoimuna bolest), trombocitopenijom, lichen planusom, dijabetesom i zločudnim novotvorinama limfnog sustava. Trombocitopenija se javlja u 0,16-45,4 % pacjenata oboljelih od kroničnog hepatitisa C. Među oboljelima od hepatitisa C postoji korelacija s miješanom krioglobulinemijom, upalom krvnih žila malog i srednjeg promjera uzrokovanom taloženjem imunih kompleksa koji sadrže krioglobuline.

## Virologija
Virus hepatitisa C malen je, obložen virus, koji se sastoji od jednostrukoga pozitivnog lanca ribonukleinske kiseline (RNK). Pripada rodu hepacivirusa iz porodice Flaviviridae. Postoji sedam glavnih genotipova virusa HCV. U Sjedinjenim Američkim Državama genotip 1 uzročnik je u 70 % slučajeva, genotip 2 u 20 %, a svaki drugi genotip u 1 % slučajeva. Genotip 1 također je najčešći u Južnoj Americi i Europi.
Kad cirkulira krvlju, veže se za receptore u jetrenom tkivu, smatra se da se veže uz receptore CD81 i SR-BI. Kako su te molekule nađene i drugdje po tijelu, nepoznato je po čemu je jetra specifična.
Ovaj virus, kao i gotovo svi drugi RNK virusi, ima visok stupanj mutacija koje dovode do postojanja brojnih inačica tzv. kvazispecijesa. Zbog ovakve različitosti među hepatitis C virusima, ne postoji cjepivo protiv ove bolesti. Određivanje kojem genotipu HCV pripada bitno je zbog prognoze i odgovora na liječenje. Genotipovi 1 i 4 smatraju se rezistentnijim virusima. U Hrvatskoj prevladavaju genotipovi 1 i 3, dok se drugi genotipovi javljaju daleko rjeđe.
Iako hepatitis A, hepatitis B i hepatitis C imaju slična imena (jer svi uzrokuju bolest jetre) sami su virusi vrlo različiti. Za razliku od hepatitisa A i B, ne postoji cjepivo za hepatitis C.

## Način prijenosa
Osnovni je način prenošenja u razvijenom svijetu intravenska uporaba droga. U zemljama u razvoju glavni su načini prenošenja transfuzija krvi i nedovoljno sterilizirani medicinski instrumenti Uzrok prenošenja u 20 % slučajeva i dalje ostaje nepoznat, no u velikomu broju slučajeva vjerojatno je riječ o intravenskoj uporabi droga.

### Intravenska uporaba droga
U mnogim je dijelovima svijeta glavni uzrok zaraze hepatitisom C intravenska uporaba droga. Pregled 77 zemalja pokazuje da je u njih 25 stopa pojavnosti hepatitisa C kod populacije intravenskih uživatelja droga između 60 % i 80 %, a tako je i u SAD-u i Kini. U 12 zemalja te se stope penju i na više od 80 %. Hepatitisom C zaraženo je čak deset milijuna intravenskih uživatelja droga, a najveći je ukupan broj zabilježen u Kini (1,6 milijuna), SAD-u (1,5 milijuna) i Rusiji (1,3 milijuna). Stope pojavnosti hepatitisa C među zatvorenicima u SAD-u deset do dvadeset su puta više nego u općoj populaciji, što se u studijama pripisuje visokoričnomu ponašanju, primjerice intravenskoj uporabi droga i tetoviranju nesterilnim priborom.

### Izloženost u zdravstvu
Drugi značajni oblik prijenosa zaraze je transfuzija krvi, krvnih pripravaka te transplantacija organa bez odgovarajućih probirnih pretraga na HCV. U SAD-u opći je probir uveden 1992. godine. Od tada se stopa infekcije smanjila s jedan na 200 jedinica krvi na jedan na 10 000 do 10 000 000 jedinica krvi. Minimalni se rizik zadržao zbog razdoblja od 11 do 70 dana od trenutka kada potencijalni davatelj krvi dobije hepatitis C pa do pozitivnoga nalaza krvne pretrage. U nekim se zemljama probir na hepatitis C još uvijek ne provodi zbog troška.
Vjerojatnost da će osoba ozlijeđena ubodom igle osobe zaražene HCV-om oboljeti od hepatitisa C iznosi otprilike 1,8 %. Taj se rizik povećava u slučaju da je upotrijebljena igla šuplja, a ubodna rana duboka. Postoji i rizik izlaganja sluznice zaraženoj krvi, no on je nizak, dok rizika u slučaju izlaganja neoštećene kože krvi nema.
Hepatitis C prenosi se i bolničkom opremom, u što se ubraja: ponovna uporaba igala i šprica, višekratna uporaba bočica za lijekove, vrećica s infuzijom i nesterilna kirurška oprema. Loši higijenski standardi u medicinskim i zubarskim ustanovama glavni su uzrok širenja HCV-a u Egiptu, kao zemlji s najvišom stopom zaraženosti u svijetu.

### Spolni odnos
Nije poznato može li se hepatitis C prenositi spolnim odnosom.
Premda postoji povezanost između visokorizične spolne aktivnosti i hepatitisa C, nije jasno leži li razlog prenošenja bolesti u prešućenom uživanju droga ili u rizičnome spolnom ponašanju. Dokazi idu u prilog nepostojanju rizika za heteroseksualne parove koji ne održavaju spolne odnose s drugim osobama. No postoji rizik od spolnih činova koje uključuju visoke razine ozljeda unutarnje ovojnice analnoga kanala, kao što je analna penetracija, ili do kojih dolazi u prisutnosti spolno prenosivih zaraza, uključujući HIV i genitalne čireve. Za sprječavanje prenošenja hepatitisa C kod ljudi koji imaju više partnera Vlada SAD-a preporučuje samo uporabu kondoma.

### Tetoviranje i piercing
Tetoviranje se povezuje s dva do tri puta većim rizikom zaraze hepatitisom C. Tomu može biti uzrok nesterilna oprema ili nečistoća boja koje se koriste. Poseban su razlog za zabrinutost tetovaže i piercing izvedeni do sredine 80-ih godina prošloga stoljeća ili nestručno, jer se u onim uvjetima nije mogla postići sterilnost. Također se čini da je kod većih tetovaža rizik viši. Rizik zaraze hepatitisom C posebno je visok među zatvorsokm populacijom, pošto gotovo polovina zatvorenika međusobno dijeli nesterilni pribor za tetoviranje. Rijetki su slučajevi izravne povezanosti infekcije HCV-om s tetoviranjem u profesionalnim salonima koji imaju odobrenje za rad.

### Dodir s krvlju
Na predmetima za osobnu higijenu kao što su britvice, četkice za zube i pribor za manikuru i pedikuru mogu ostati tragovi krvi, stoga zajednička uporaba tih predmeta povećava rizik izlaganja HCV-u. Potrebno je paziti na posjekotine i ranice, kao i druge oblike krvarenja. HCV se ne prenosi običnim kontaktom, primjerice grljenjem, ljubljenjem, kao ni uporabom zajedničkoga pribora za jelo i kuhanje.

### Prenošenje s majke na dijete
Prenošenje hepatitisa C sa zaražene majke na dijete događa se u manje od 10 % trudnoća. Do prenošenja virusa može doći tijekom trudnoće, kao i prilikom poroda i ne postoje mjere suzbijanja toga rizika. Dulji porod povezuje se s povećanjem rizika prenošenja. Nema dokaza za prenošenje HCV-a dojenjem, ali zaražena bi majka trebala izbjegavati dojenje ako su joj bradavice ispucale ili ako krvare, odnosno ako joj je razina virusa u krvi visoka.

## Dijagnoza
Dijagnostičke pretrage za hepatitis C uključuju: pretrage koje otkrivaju antitijela HCV-a, ELISA test, tzv. Western blot te kvantitative pretrage RNK HCV-a. Lančanom reakcijom polimeraze (engl. kratica PCR) RNK HCV-a može se otkriti već dva do tri tjedna po infekciji, dok je antitijelima potrebno znatno dulje vrijeme da se formiraju i otkriju.
Infekcija virusom hepatitisa C koja na temelju prisutnosti njegove RNK traje dulje od šest mjeseci može se definirati kroničnim hepatitisom C. Budući da kronične infekcije obično nemaju simptoma desetljećima, klinički se najčešće otkrivaju putem pretraga funkcija jetre ili tijekom rutinskih probira visokorizičnih skupina ljudi. Pretragama nije moguće utvrditi je li riječ o akutnoj ili kroničnoj infekciji.

### Krvne pretrage
Dijagnosticiranje hepatitisa C u pravilu počinje krvnim pretragama primjenom imunoenzimskog testa, radi utvrđivanja postojanja antitijela na HCV . Ako se pokaže test pozitivnim, izvodi se drugi test radi provjere imunoenzimskog testa i utvrđivanja težine bolesti. Rekombinantni imunoblot test (engl.: Recombinant Immunoblot Assay) potvrđuje imunotest, a metodom lančane reakcije polimerazom RNK HCV-a potvrđuje se brojnost virusa. Ako se RNK ne otkrije lančanom reakcijom poimeraze, a imunoblot je pozitivan, osoba je prethodno imala infekciju koja se povukla bilo liječenjem ili spontano; ako je imunoblot negativan, smatra se da je imunoenzimski test pogriješio. Potrebno je šest do osam tjedana od infekcije da imunoenzimski testovi postanu pozitivni.
Razina jetrenih enzima u krvi je vrlo promjenjiva u početnoj fazi infekcije; u prosjeku počinje rasti sedam tjedana nakon infekcije. Razina jetrenih enzima nije razmjerna s ozbiljnošću bolesti.

### Biopsija
Biopsijom jetre moguće je utvrditi stupanj njenog oštećenja, ali postupak sobom nosi rizike. Tipične promjene koje se otkrivaju biopsijom su limfociti u jetrenom tkivu, limfoidni folikuli u portalnoj trijadi, te promjene na žučnim vodovima. Postoji niz krvnih testova kojima se nastoji utvrditi stupanj oštećenja kako bi se smanjila potreba za biopsijom.

### Probirne pretrage
Pretpostavlja se da je tek 5-50 % zaraženih osoba u Sjedinjenim Američkim Državama i Kanadi svjesno je svoga stanja. Testiranje se preporučuje za osobe s visokim rizikom, uključujući osobe koje imaju tetovažu. Probir se također preporučuje kod osoba s povišenim jetrenim enzimima, jer je to često jedini znak kroničnog hepatitisa. Rutinski probir nad svim stanovništvom nije preporučen u Sjedinjenim Američkim Državama.

## Rizične skupine
Osobe u sljedećim kategorijama izloženije su opasnosti od zaraze hepatitisom C: 
- Ovisnici o drogama koji zajednički koriste injekcijske igle i šprice. Zaraženost u Hrvatskoj u kategoriji liječenih ovisnika ide i do 70 %
- Osobe kojima se probija koža, kao što je kod tetoviranja i probijanja dijelova tijela nesteriliziranim priborom.
- Osobe koje primaju transfuziju krvi, posebice prije mjeseca veljače 1990. godine.
- Zdravstveni radnici koji na poslu dolaze u dodir s krvi.
- Pacijenti koji idu na dijalizu bubrega i osobe s hemofilijom.

Oko 25 posto osoba zaraženih hepatitisom C ne pripadaju ni jednoj gore navedenoj kategoriji.

## Prevencija
Prema stanju u 2011., ne postoji cjepivo protiv hepatitisa C. Cjepiva su u razvoju, a neka su pokazala ohrabrujuće rezultate. Kombinacija preventivnih strategija, kao što su programi zamjene igala i liječenje zloporabe droga, smanjuje rizik od hepatitisa C u intravenoznih ovisnika za oko 75 %. Probir darivatelja krvi važan je na nacionalnoj razini, kao što je to i pridržavanje univerzalnih mjera predostrožnosti u zdravstvenim ustanovama. U zemljama u kojima postoji nedostatna opskrba sterilnim špricama, pružatelji zdravstvene skrbi radije daju lijekove oralno nego putem injekcija.
Potreban je oprez i pridržavanje osnovnih higijenskih pravila kod svih invazivnih liječničkih ili stomatoloških zahvata. Medicinsko osoblje ima povećani rizik jer često akcidentalno dolazi u dodir s krvlju, koja je glavni put transmisije bolesti.
Bilo kakvu prolivenu krv treba obrisati s papirnatim ručnikom koji se odbacuje nakon uporabe, koriste pri tom rukavice. Sa zavojem ili flasterom potpuno pokriti bilo koje mjesto gdje se zaražena osoba porezala ili gdje ima ranu.
Okrvavljene papirnate rupčiće, mjesečne uloške ili druge okrvavljene zavoje potrebno je staviti u plastičnu vrećicu prije nego što ih se odstrani.
Iako za hepatitis C ne postoje mjere specifične profilakse (cjepivo, serumi), prakticiranjem higijenskih mjera može se rizik zaražavanja ovim virusom svesti na zanemarivu razinu:
- Koristiti sterilan pribor kod tetovaže, piercinga ili intravenskog korištenja droga
- Ne koristiti tuđe oštre predmete npr. britve, škarice, pribor za rezanje noktiju
- Ne posuđivati svoju četkicu za zube
- Koristiti kondome prilikom spolnog odnosa

Osoba zaražena hepatitisom ne smije: 
- Darovati krv ili druge tjelesne organe.
- Koristiti iste injekcije s drugim osobama.
- Koristiti iste osobne stvari s drugim osobama, kao što su četkice za zube ili žileti.

## Liječenje
HCV uzrokuje kroničnu infekciju u 50-80 % zaraženih osoba, ali približno 40-80 % tih slučajeva rješava se liječenjem. U rijetkim slučajevima infekcija se može povući bez liječenja. Ljudi s kroničnim hepatitisom C trebaju izbjegavati alkohol i lijekove toksične za jetru, te se trebaju cijepiti protiv hepatitisa A i hepatitisa B. Zaražene osobe s cirozom jetre potrebno je podvrgnuti ultrazvučnim pregledima kako bi se na vrijeme uočila pojava raka jetre.

### Lijekovi
Osobe s dokazanim patološkim promjenama jetre uzrokovanima infekcijom HCV-om moraju se podvrći liječenju. Trenutačna je terapija kombinacija pegiliranog interferona i antivirusnog lijeka ribavirina tijekom 24 ili 48 tjedana, ovisno o genotipu HCV-a. Poboljšanje se bilježi u 50-60 % liječenih osoba. Kombiniranje ili boceprevira ili telaprevira s ribavirinom i peginterferonom alfa poboljšava antivirusnu reakciju kod hepatitisa C genotipa 1. Tijekom farmakološke terapije uobičajene su nuspojave; polovica pacijenata osjeća simptome slične gripi, a kod jedne trećine bilježe se emocionalni problemi. Liječenje je tijekom prvih šest mjeseci učinkovitije nego kad hepatitis C preraste u kroničnu bolest. Ako kod osobe nastupi nova infekcija koja se ne povuče nakon osam do dvanaest tjedana, preporučuje se liječenje pegiliranim interferonom u trajanju od 24 tjedna. U bolesnika s talasemijom (krvni poremećaj) ribavirin se pokazao učinkovitim, ali povećava potrebu za transfuzijama.
Način liječenja kroničnog hepatitisa C u Hrvatskoj ovisi o genotipu. Za liječenje kroničnog hepatitisa C uzrokovanog genotipom 1 koristi se kombinacija pegiliranog interferona i ribavirina, dok se za druge genotipove (2 i 3) predviđa davanje ribavirina i tzv. konvencionalnog interferona koji se mora davati više puta tjedno. Liječenje traje 48 tjedana ili kraće alp se terapija pokaže nedjelotvornom. To se kod genotipa 1 ispituje 12 tjedana nakon početka liječenja, a za genotipove 2 i 3 nakon 24 tjedna. Ako je u to vrijeme kvalitativni HCV PCR negativan, liječenje se nastavlja do kraja, a prekida se ako je test pozitivan.
Kod uvođenja terapije, bolesnici se hospitaliziraju kraće vrijeme (oko 10 dana) tijekom kojeg se prate nuspojave i bolesnik educira da samostalno daje injekcije interferona.

### Nuspojave liječenja
Interferon je lijek s čitavim nizom mogućih nuspojava. Najčešće se javljaju simptomi nalik gripi: visoka temperatura, glavobolja, bolovi u zglobovima i mišićima. Ovim se simptomima može doskočiti uzimanjem tablete paracetamola (npr. Panadon, Lupocet, Lekadol) pola sata prije injekcije. S vremenom se ovi simptomi smanjuju i potpuno nestaju. Osim ovih nuspojava interferona, može se javiti otežana koncentracija, gubitak kose, poremećaj u broju krvnih stanica, depresija. Teže nuspojave se javljaju rijetko (u manje od 2 % liječenih): oštećenje štitne žlijezde, depresija sa suicidalnim mislima, epileptički napadaji, akutno zatajivanje srce i bubrega, oštećenje sluha. Doza interferona se zbog nuspojava može reducirati ili potpuno ukinuti (do 15 % liječenih).
Ribavirin je lijek koji se dobro podnosi. Moguć je razvoj anemije koja zahtijeva prilagođavanje doze (smanjivanje) ili pak potpuno ukidanje ovog lijeka. Radi informacije potrebno je naglasiti da je razlika između interferona i tzv. peginterferona u tome što je kod peginterferona tehnološkom metodom molekuli interferona dodana molekula polietilen glikola, što ima za rezultat dužu učinkovitost i postojanosti lijeka u organizmu, a izravna je posljedica smanjenje broja potrebnih injektiranja.

### Alternativne terapije
Zagovornici ove metode liječenja tvrde da je nekoliko alternativnih terapija pokazalo određenu učinkovitost kod liječenja hepatitisa C, uključujući mlijeko čička (silimarin), ginseng, kao i koloidno srebro. Međutim, ne postoje dokazi da ijedna alternativna terapija poboljšava ishod kod hepatitisa C, i nije dokazan ikakav utjecaj alternativnih terapija na virus.

## Prognoza
Odgovor na liječenje ovisi o genotipu virusa. Trajno izliječenje bilježi se u oko 40-50 % osoba s HCV genotipom 1 uz 48 tjedana liječenja. U osoba s HCV genotipovima 2 i 3, uz 24 tjedna liječenja trajni odgovor je 70-80 %. Trajno odgovara na terapiju oko 65 % osoba s genotipom 4 nakon 48 tjedana liječenja. Dokazi za liječenje bolesti genotipa 6 trenutačno su oskudni, a oni koji postoje odnose se na 48 tjedana liječenja istim dozama kao i za bolest genotipa 1.

### Ishod terapije
Uspjeh terapije se ogleda u činjenici da se virus HCV više ne može dokazati u krvi. Kaže se da je bolesnik aviremičan. To se utvrđuje kvalitativnim PCR-om koji je negativan. Drugi parametar koji se prati tijekom liječenja jesu vrijednosti transaminaza (ALT) koje postaju normalne u uspješnom liječenju. Ako se tijekom liječenja ne postigne stanje aviremije, smatra se da se radi o rezistentnom virusu i bolesnika se označava kao non-respondera, tj. onog koji nije uspješno odgovorio na liječenje te je virus u krvi i dalje prisutan, a transaminaze mogu biti povišene.
Bolesnici koji na kraju terapijskog protokola nemaju virus u krvi (kvalitativni HCV PCR negativan), a transaminaze su im normalne, prate se laboratorijski svakih 6 mjeseci. Tim se kontrolama utvrđuje trajnost virusološkog uspjeha liječenja koja se postiže u 50 % bolesnika s genotipom 1, a čak u 80 % s genotipom 2 i 3 liječenih kombiniranom terapijom.
Ako bi se virus ponovno pojavio u krvi, radilo bi se o relapsu bolesti.

## Epidemiologija
| ██ nema podataka ██ <10 ██ 10-15 ██ 15-20 ██ 20-25 ██ 25-30 ██ 30-35 | ██ 35-40 ██ 40-45 ██ 45-50 ██ 50-75 ██ 75–100 ██ >100 |

Između 130 i 170 milijuna ljudi, ili približno 3 % svjetske populacije, oboljelo je od kroničnog hepatitisa C.  Stope su značajno porasle u 20. stoljeću zbog kombinacije intravenskog uzimanja droge i davanja intravenskih lijekova ili nesterilizirane medicinske opreme.
U Sjedinjenim Američkim Državama od hepatitisa C boluje oko 2 % ukupne populacije, a godišnje se javlja od 35 000 do 185 000 novih slučajeva. U zapadnom su svijetu od 1990-ih godina stope u padu, zbog poboljšanih probirnih pretraga krvi prije transfuzije. Godišnji broj smrtnih slučajeva od HCV-a u SAD-u kreće se od 8000 do 10 000 ljudi. Očekivanja su da će se stopa smrtnosti povećati kako budu obolijevali i umirali ljudi zaraženi transfuzijom prije testiranja na HCV.
Stope zaraženosti veće su u nekim zemljama Afrike i Azije s najvećim stopama zaraženosti u Egiptu (22 %), Pakistanu (4,8 %) i Kini (3,2 %). Visoka stopa u Egiptu povezana je s masovnom kampanjom liječenja shistosomijaze, koja je sada obustavljena, a koja se provodila korištenjem nepropisno steriliziranih staklenih šprica.

## Povijest
Sredinom 1970-ih, Harvey J. Alter, pročelnik Odjela za zarazne bolesti u Zavodu za transfuzijsku medicinu u National Institutes of Health i njegov istraživački tim dokazali su da većina slučajeva hepatitisa nakon transfuzije krvi nije bila uzrokovana virusima hepatitisa A ili B. Unatoč tom otkriću, međunarodni istraživački napori na izolaciji virusa nisu polučili uspjeh još sljedećih deset godina. Godine 1987., Michael Houghton, Qui-Lim Choo i George Kuo iz Chiron Corporation, u suradnji s dr. D.W. Bradleyem iz Centers for Disease Control and Prevention, iskoristili su novi pristup molekularnog kloniranja kako bi identificirali nepoznati organizam i razvili dijagnostički test.
Alter je 1988. potvrdio virus dokazavši njegovu prisutnost na panelu uzoraka hepatitisa koji nisu bili ni A ni B. U travnju 1989. otkriće HCV-a objavljeno je u dva članka u znanstvenom časopisu Science. Otkriće je dovelo do značajnih poboljšanja u dijagnostici i poboljšalo antivirusno liječenje.  Godine 2000. dr. Alter i Houghton primili su nagradu Lasker za medicinska klinička ispitivanja za "pionirski rad koji je doveo do otkrića virusa uzročnika hepatitisa C i razvoj metoda probira koje su u SAD smanjile rizik od hepatitisa povezanog s transfuzijom krvi s 30 % u 1970. na gotovo nulu u 2000."
Chiron je podnio nekoliko patentnih prijava u vezi s virusom i njegovom dijagnozom. Konkurentska patentna prijava CDC-a povučena je 1990., nakon što je Chiron isplatio 1,9 milijuna dolara CDC-u i 337.500 dolara Bradleyu. Bradley je 1994. podigao tužbu protiv Chirona tražeći da se patent poništi i da on bude uključen kao supronalazač, te da mu se isplate odšteta i tantijemi. Povukao je tužbu 1998. nakon negativne odluke prizivnog suda.

## Društvo i kultura
Svjetski savez za hepatitis koordinira Svjetski dan hepatitisa, koji se obilježava svake godine 28. srpnja. Ekonomski teret hepatitisa C značajan je kako za pojedinca tako i za društvo. U Sjedinjenim Američkim Državama prosječni trošak bolesti tijekom životnog vijeka procijenjen je 2003. na 33.407 USD, dok je cijena transplantacije jetre od oko 200 000 USD u 2011. U Kanadi je cijena antivirusne terapije 2003. iznosila 30 000 CAD, dok je cijena u Sjedinjenim Američkim Državama 1998. bila između 9200 i 17.600 USD. U mnogim dijelovima svijeta ljudi si ne mogu priuštiti liječenje antivirusnim lijekovima jer nemaju zdravstveno osiguranje ili im osiguranje ne pokriva antivirusne lijekove.

## Istraživanja
Prema podatcima iz 2011., u tijeku razvoja bilo je oko sto lijekova za hepatitis C. Među njima su cjepiva za hepatitis, imunomodulatori i inhibitori ciklofilina. Ovi potencijalno novi pristupi liječenju rezultat su boljeg razumijevanja virusa hepatitisa C.

## Vanjske poveznice
- FAQ - Što je Hepatitis C
- ABC Hepatitis  Arhivirana inačica izvorne stranice od 22. listopada 2008. (Wayback Machine) / arhiva foruma  Arhivirana inačica izvorne stranice od 18. siječnja 2012. (Wayback Machine)
- Hepatitis forum  Arhivirana inačica izvorne stranice od 11. siječnja 2012. (Wayback Machine)
- Hrvatska udruga liječenih i oboljelih od hepatitisa
- Cybermed - hepatitis C  Arhivirana inačica izvorne stranice od 5. rujna 2006. (Wayback Machine)
- National Hepatitis C Program U.S. Department of Veterans Affairs

|  | Molimo pročitajte upozorenje o korištenju medicinskih informacija. Ne provodite liječenje bez savjetovanja s liječnikom! |